# Pilă (construcții)

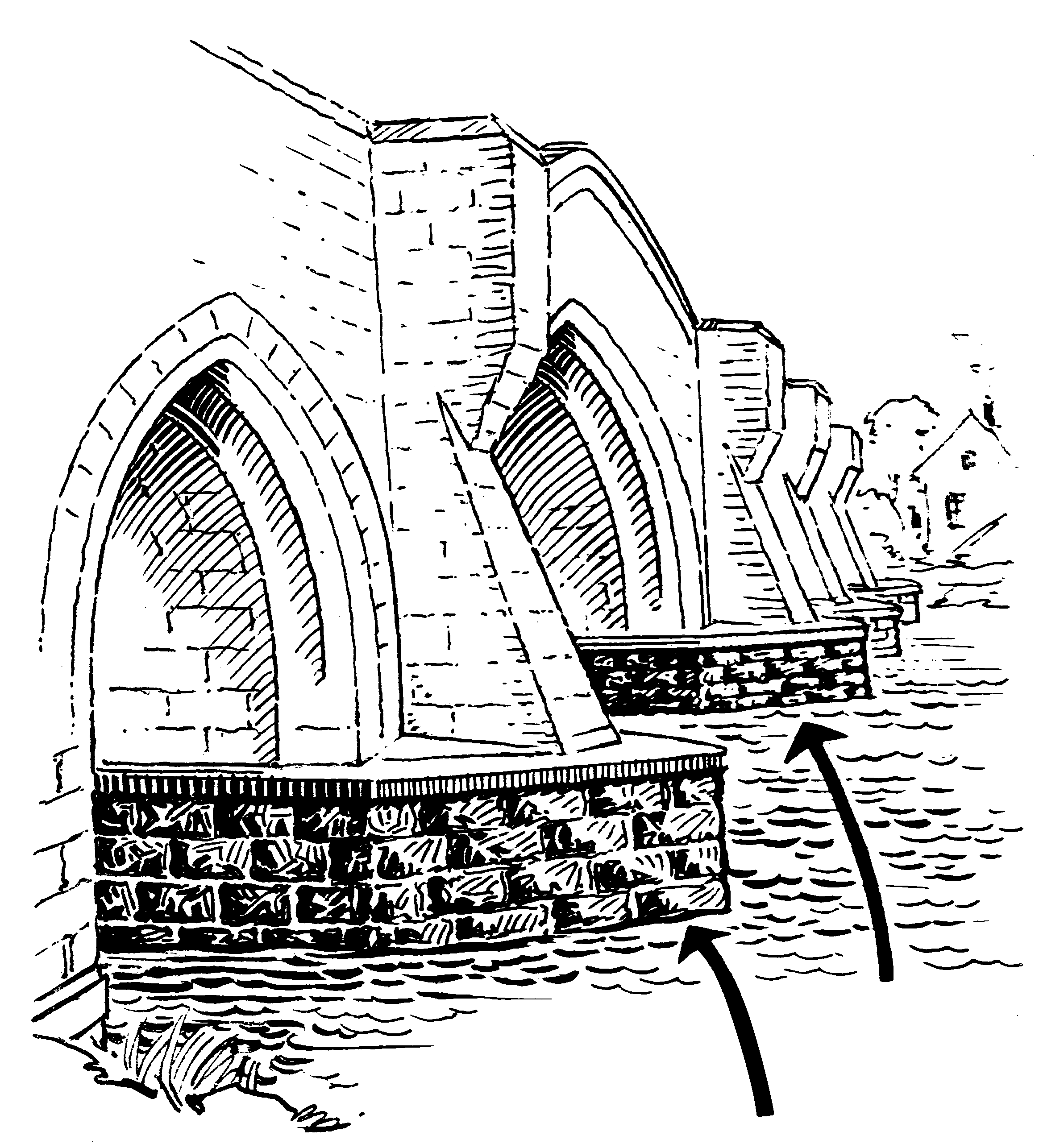
Avanbecurile, aflate la baza pilelor, sunt zidării de protecţie a pilelor contra curentului apei.

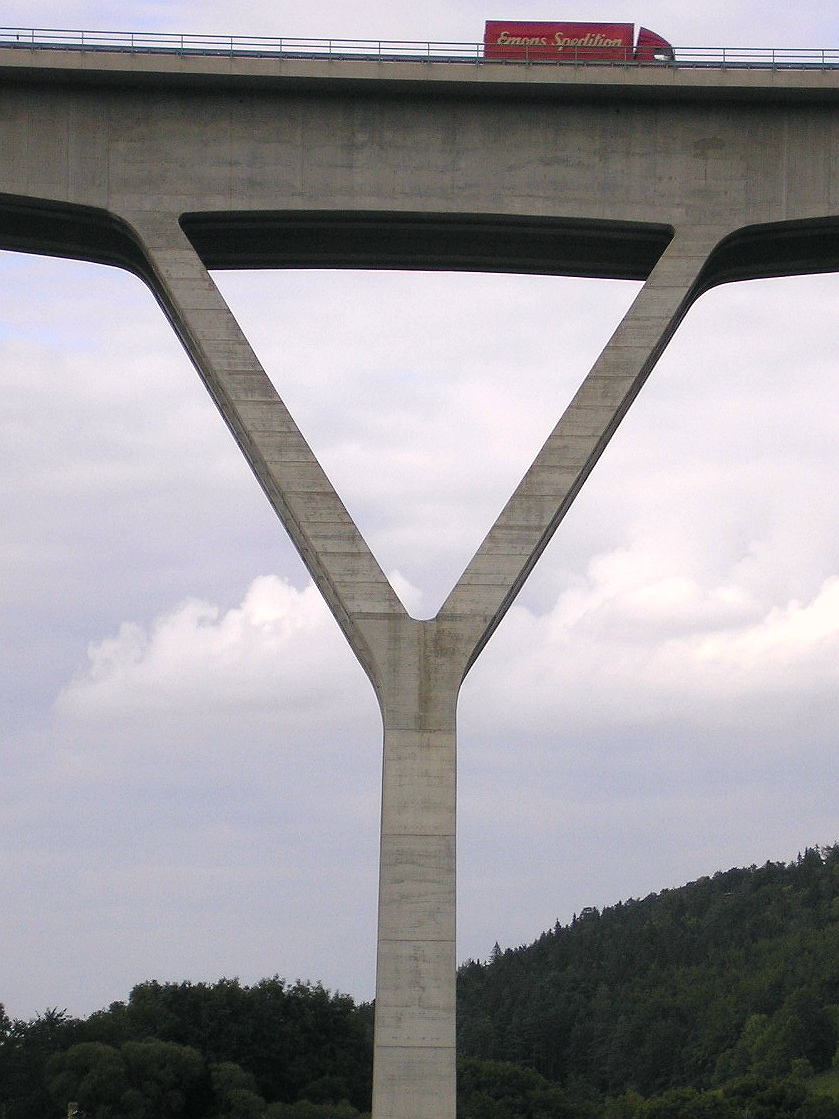
Pilă în formă de Y a unui viaduct de pe autostrada Zahme-Gera (A71), în apropiere de Ilmenau (Turingia).

O pilă este un picior de pod, sub formă de stâlp, care susține arcadele unui pod sau ale unui viaduct. El poate fi executat din zidărie, din piatră, din beton sau din metal.